# The Debt (film 1917)
The Debt è un film del 1917 diretto da Frank Powell. Sceneggiato da Clara Beranger e Kilbourn Gordon, aveva come interprete principale l'attrice Marjorie Rambeau.

## Trama
La festa di fidanzamento di Ann con il barone Moreno viene interrotta quando giunge la notizia della rovina finanziaria del conte, il padre di Ann, che ha investito malamente tutto il suo denaro in una miniera, coinvolgendo nel crac anche gli abitanti del paese. Il conte, disperato, si suicida lasciando senza mezzi di sostentamento la figlia che eredita così solo tutti i suoi debiti. Il barone rompe il fidanzamento e lei sposa Slater, un americano con il quale si imbarca alla volta degli Stati Uniti dove lei spera di trovare il modo di guadagnare il denaro che le servirà per ripagare i debiti del padre. Il barone, tuttavia, la segue in America. La madre di Slater, gelosa dell'amore che il figlio prova per la moglie, vede in questo la possibilità di dividere i due coniugi. Cacciata di casa, Ann viene accolta dal barone. Quando Slater, spinto dalla figlioletta che piange la perdita della madre, si reca a cercare la moglie, la trova insieme a Moreno. Tra i due uomini scoppia un furioso alterco nel quale ambedue restano mortalmente feriti. Ann torna così dalla figlia; la suocera, pentita, si unisce a lei e alla bambina e, tutte insieme, le tre donne tornano in Francia per ripagare il debito del conte.

## Produzione
Il film fu prodotto dalla Frank Powell Producing Corporation. Alcune fonti attribuiscono la fotografia a Billy Wagner, mentre il materiale pubblicitario incluso nella descrizione per il copyright, accredita invece come cameraman Arthur Boeger.

## Distribuzione
Il copyright del film, richiesto dalla Frank Powell Producing Corp. il 24 aprile 1917, fu registrato con il numero LP10791.
Distribuito dalla Mutual Film, il film uscì nelle sale cinematografiche USA il 23 aprile 1917.